# Бескид Антон Григорович
Бески́д Антон Григорович (нар. 20 грудня 1855, с. Ганігівка, Сабінов — пом. 16 червня 1933, Пряшів) — правник, політичний діяч Закарпатської України. Доктор права. Дотримувався чехословацької та москвофільської орієнтації. Заперечував приналежність закарпатських русинів до української нації. Губернатор Підкарпатської Русі (1923—1933).

## Життєпис
Народився в с. Ганігівка Шаришського комітату (нині — Східна Словаччина). Закінчив Ужгородську гімназію і Будапештський університет. Займався адвокатською практикою в Будапешті (1883—1885), Кежмарку (1885—1906) і Пряшеві (1906—1910, обидва в Словаччині), де водночас був і юрисконсультом Пряшівської греко-католицької єпархії. Протягом 1910—1918 — депутат угорського парламенту від Народної партії, представляв Любовнянський повіт. 1920 виступив одним із засновників Руського народного банку (Русскій народний банк). Від 1923 року і до смерті у 1933 році займав посаду губернатора Підкарпатської Русі.

## Політична діяльність
У листопаді 1918 очолив Пряшівську народну раду і одним із перших почав відстоювати думку про входження Закарпатської України до складу Чехословацької республіки. Бескид — один із авторів меморандуму до празького уряду й Паризької мирної конференції 1919—1920, в якому вимагалося приєднати до Чехословацької республіки Лемківщину. Від січня 1919 — делегат Паризької мирної конференції від Закарпаття. У травні 1919 очолив Центральну руську народну раду (ЦРНР), яка виникла в результаті об'єднання Старо-Любовнянсько-Пряшівської, Ужгородської, Свалявської, Сигетської і Хустської народних рад. Очолювана Бескидом ЦРНР ухвалила рішення про добровільне входження Закарпаття до складу ЧСР. Після розколу в ЦРНР Антон Бескид у жовтні 1919 очолив москвофільську фракцію.

## Політичні погляди
Заперечував приналежність закарпатських русинів до українського народу. Протестував проти вимог делегації Української Народної Республіки на Паризькій мирній конференції вивести чехословацькі війська із Закарпаття, мотивуючи це тим, що русини є частиною російського народу і не мають нічого спільного з українським політичним рухом. Бескид постійно підтримував «Общество ім. Духновича» і був причетний до спроби зірвати установчі збори товариства «Просвіта» в Ужгороді 29 квітня 1920, на яких мала виникнути ця культурно-освітня організація.

## Особисте життя
Ніколи не був одружений. Після його смерті маєток успадкував його племінник Олексій з сім'єю.